# Michael Wildman
Michael Wildman est un acteur britannique notamment connu pour son rôle du centaure Magorian dans le film Harry Potter et l'Ordre du Phénix.

## Carrière
Harry Potter et l'Ordre du Phénix est le premier film de Micheal Wildman au cinéma. Avant 2007, sa filmographie était essentiellement composée de rôles dans des séries télévisées ou des téléfilms.

### Filmographie[1]
- 1997 : Bring Me the Head of Mavis Davis (en)
- 2007 : Harry Potter et l'Ordre du phénix
- 2007 : La vengeance dans la peau
- 2007 : W Delta Z
- 2007 : The Secret Wish
- 2008 : Walter's War
- 2008 : A Bunch of Amateurs (en)
- 2012 : Acts of Godfrey
- 2012 : The Sweeney
- 2015 : Augustine
- 2015 : Solitary
- 2015 : MI-5 Infiltration
- 2016 : La Chute de Londres
- 2017 : American Assassin
- 2018 : Ready Player One
- 2019 : Fast and Furious: Hobbs and Shaw

### Télévision
- 1999 : Embrasse le poney (en), saison 1 épisodes 3 et 7
- 1999, 2003 et 2010 : Embrasse le poney (en), saison 13 épisode 21, saison 17 épisode 28 et saison 24 épisode 20
- 2001 : Happiness (en), saison 1 épisodes 1 à 6
- 2001 : Masterpiece, saison 31 épisode 1
- 2002 : Is Harry on the Boat? (en),saison 1 épisodes 6
- 2002 : Dead Casual
- 2003 : The Eustace Bros. (en), saison 1 épisode 1
- 2003 : Peep Show, saison 1 épisode 5
- 2003 - 2004 : Family Affairs (en), saison 1 épisode 5
- 2005 : Down to Earth (en), saison 5 épisode 3
- 2005 : Extras, saison 1 épisode 5
- 2005 : Meurtres en sommeil, saison 5 épisodes 3 et 4
- 2008 : Holby Blue, saison 2 épisode 2
- 2009 : Plus One (en), saison 1 épisode 2
- 2009 : Nick Cutter et les Portes du temps, saison 3 épisode 1 et 6
- 2009 : Miranda, saison 1 épisode 3
- 2010 : Flics toujours, saison 7 épisode 9
- 2012 : Being Human, la confrérie de l'étrange, saison 4 épisode 8
- 2012 : Me and Mrs Jones (en), saison 1 épisodes 4, 5 et 6
- 2013 : Holby City, saison 16 épisode 7
- 2013 : Crossing Lines, saison 2 épisode 8
- 2014 : Plebs, saison 2 épisode 7
- 2015 : American Odyssey, saison 1 épisode 1
- 2016 : Affaires non classées, saison 19 épisodes 3 et 4
- 2016 : Eve (en), saison 2 épisodes 1 et 5
- 2016 : Inspecteur Barnaby, saison 18 épisode 4
- 2016 : New Blood, saison 1 épisode 4 et 5
- 2017 : Meurtres au paradis, saison 6 épisode 4
- 2017 : Back, saison 1 épisode 1 et 2
- 2017 : Rellik, saison 1 épisode 1 à 6
- 2018 : Marcella, saison 2 épisode 1
- 2018 : Deep State (en), saison 1 épisodes 5, 7 et 8
- 2018 : Athena, en mode création, saison 1 épisodes 5, 7 et 8
- 2019 : The Feed, saison 1 épisode 8
- 2019 - 2022: Emmerdale Farm
- 2020 : Liar : la nuit du mensonge, saison 2 épisode 5
- 2024 : Mon petit Renne : Greggsy

### Jeux vidéo
- 2017 : Planet of the Apes: Last Frontier
- 2019 : Battlefleet Gothic: Armada 2

## Récompenses
Au cours de sa carrière d'acteur, Michael Wildman a notamment été nommé en 2004 dans la catégorie "Sexiest Male" pour son travail dans Family Affairs au British Soap Awards.